# Max Starkmann
Max Starkmann (2. Oktober 1880 in Wien, Österreich-Ungarn – 9. Oktober 1942 im Vernichtungslager Maly Trostinez) war ein österreichischer Violinist und Bratschist. Er war langjähriges Mitglied im Orchester der k. u. k. Hofoper, ab 1918 Operntheater, und der Wiener Philharmoniker. Er und seine Frau wurden im Zuge des Holocaust vom NS-Regime ermordet.

## Leben und Werk
Von 1895 bis 1899 studierte Max Starkmann am Konservatorium der Gesellschaft der Musikfreunde in Wien. Sein Lehrer war Jakob Moritz Grün. Für die Violinen-Vorbildung war Sigismund Bachrich (1884–1894) verantwortlich, ebenfalls Philharmoniker und weiters Bratschist im Rosé-Quartett. 1899 schloss er das Studium mit Auszeichnung ab und erwarb das Reifezeugnis.
1911 heiratete er Elsa Schimmerling, geboren am 25. August 1887 in Wien. Die Ehepartner waren Mitglieder der Israelitischen Kultusgemeinde. Es ist nicht bekannt, ob sie Kinder hatten.
Starkmann trat am 1. Dezember 1911 in das Orchester der k.k. Hofoper und in das Orchester der Wiener Philharmoniker ein und gehörte beiden Klangkörpern 26,5 Jahre an. In den 1920er Jahren gehörte er dem Buxbaum-Quartett, seine Partner waren Friedrich Buxbaum, Ernst Morawec und Robert Pollack bzw. Felix Eyle. Neun Tage nach dem Anschluss Österreichs an Hitler-Deutschland wurde Starkmann sowohl von der Staatsoper, als auch von den Philharmonikern zwangsweise beurlaubt. Starkmann wurde mit 1. September 1938 zwangspensioniert und nachträglich – mit Wirkung von Ende Dezember 1938 – gekündigt. Er bezog nur wenige Monate eine Pension in Höhe von rund 300 RM sowie einen Pensionszuschuss in Höhe von 20 RM von den Philharmonikern. Bernadette Mayrhofer äußerte die Vermutung, er sei seitens der Staatstheaterverwaltung abgefertigt worden.
Die letzte bekannte Adresse des Ehepaares war, ab 1. Juli 1941, die Rembrandtstrasse 6/7 im zweiten Wiener Gemeindebezirk, der Leopoldstadt. Am 5. Oktober 1942 wurden Elsa und Max Starkmann von Wien in das Vernichtungslager Maly Trostinez bei Minsk deportiert. Am selben Tag mussten sie erneut ein Vermögensverzeichnis für in die Ostgebiete evakuierte Juden ausfüllen und unterschreiben. Als Barvermögen gaben sie 120 RM an. Die Nummer des Transports war 44, der Zug trug die Bezeichnung Da 230, die Deportationsnummer von Max Starkmann im Transport war 338. Unmittelbar nach der Ankunft am 9. Oktober 1942 wurden die Eheleute ermordet.

## Aufnahmen (Auswahl)
Bekannt sind bisher folgende Tondokumente:
- Mozart: Streichquartett Nr. 21 D-Dur, KV 575. Mit dem Buxbaum-Quartett (Polydor; 1928)[2]
- Johannes Brahms: Quasi minuetto aus dem Streichquartett A-moll, op. 51, Nr. 2. Mit dem Buxbaum-Quartet. tDNB 381483452